# J. W. Milam
J. W. Milam, de son nom complet John William Milam, est l'un des deux meurtriers d'Emmett Till, un adolescent de Chicago (Illinois), en août 1955 dans le Mississippi Delta, aux États-Unis.
Jugés pour le meurtre, avec son demi-frère Roy Bryant, ils sont acquittés. Plus tard, après le procès, les deux meurtriers avouent avoir tué le garçon alors âgé de 14 ans; monnayant leurs aveux dans un magazine.
Ce fut l'un des événements ayant entraîné le renouveau du Mouvement des droits civiques.

## Biographie

### Enfance et famille
J. W. Milam est né le 18 février 1919 à Greenwood, Itawamba Co., Mississippi, États-Unis. Son père est William Leslie Milam et sa mère est Eula Morgan qui se remariera avec Henry Ezra Bryant et avec lequel elle aura Roy Bryant, son demi-frère et comeurtrier dans le lynchage à mort d'Emmett Till,,. 

### Carrière
J. W. Milam est un ancien soldat de l'armée américaine. Il est ensuite propriétaire d'une épicerie/station service et d'une entreprise de transport par camion où il emploie temporairement son demi-frère Roy Bryant. Un an après leurs aveux monnayés dans un magazine, le même magazine rapporte que Milam et Bryant sont dès lors évités par leur communauté et que leur magasin, vendant essentiellement aux noirs du voisinage, doit fermer.
Il travaille temporairement comme opérateur d'engins lourds.

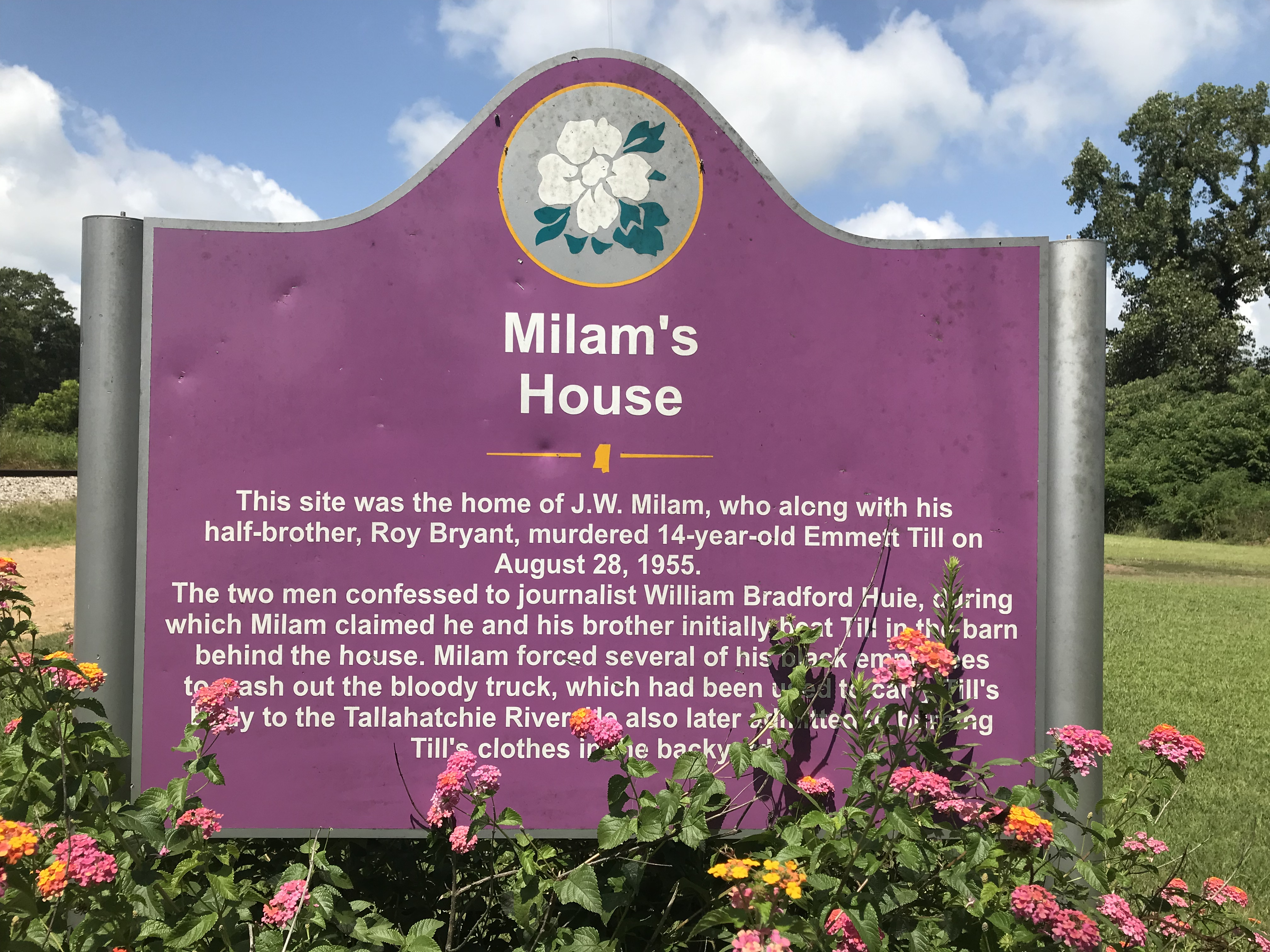

### Vie privée et mort
J. W. Milam  épouse Mary Juanita Thompson, née le 10 décembre 1927 à Greenville, Washington Co., MS et décédée le 14 janvier 2014 - Ocean Springs, Jackson Co., MS à l'âge de 86 ans, le couple a un premier enfant médiatisé lors du procès du meurtre d'Emmett Till : Horace William Bill Milam (1951-2008). 
J. W. Milam meurt le 31 décembre 1980 de cancer  à Greenwood, Itawamba Co., MS, à l'âge de 61 ans.

## Affaire Emmett Till
Sur le site de la maison des J.W. Milam, se trouvait une grange. Les meurtriers ont avoué au journaliste William Bradford Huie, avoir d'abord battu Till dans la grange derrière la maison. Ils le transportent jusqu'à la rivière Tallahatchie. Milam force ensuite plusieurs de ses employés noirs à laver le sang de Till du camion, et ils brulent ses vêtements dans le jardin.